# Lexgebouw
Het Lexgebouw ligt in de Leopoldswijk van de Belgische hoofdstad Brussel en biedt onder andere onderdak aan vergaderzalen, de vertaaldiensten en juridische afdeling van de Raad van de Europese Unie. De hoofdzetel van deze instelling is het Justus Lipsius-gebouw, dat aan de andere kant van het Résidence Palace staat. Dit historische pand werd gerenoveerd voor later gebruik door de Europese Raad. Aan de overkant van de Wetstraat bevinden zich het Karel de Grote-gebouw met daarnaast het Maalbeekdalhof. Het Lex-gebouw ligt ongeveer halverwege tussen de metrostations Schuman en Maalbeek.

## Geschiedenis
Met oog op de uitbreiding van de Europese Unie van 15 naar 25 lidstaten in 2004 hadden de Europese instellingen meer bureauruimte nodig. Het bestaande Justus Lipsius-gebouw kon echter niet worden uitgebreid door de bescherming van aangrenzende Résidence Palace en de vereiste vrijwaring van de woonfunctie van de wijk erachter. In 2003 werd daarom begonnen met de constructie van het Lex-gebouw, dat 20 verdiepingen zou tellen (waarvan vijf ondergronds) en 73 meter hoog zou worden. Het gebouw telt ongeveer 88,150 m² en werd ontworpen door het architectenbureau Jaspers-Eyers in opdracht van Lex 2000 NV, dat overigens de renovatie van appartementen in de buurt moest financieren om de toegenomen kantoorruimte te compenseren.